# Elephantomyia (Elephantomyia) hoogstraaliana
Elephantomyia (Elephantomyia) hoogstraaliana is een tweevleugelige uit de familie steltmuggen (Limoniidae). De soort komt voor in het Afrotropisch gebied.